# Liste von Filmen mit Bezug zu Porto
Die Liste von Filmen mit Bezug zu Porto enthält in alphabetischer Reihenfolge Filme, bei denen die portugiesische Stadt Porto Gegenstand der Aufmerksamkeit oder wesentlicher Teil der Filmhandlung ist.
Nicht aufgeführt sind Filme, in denen Porto nur als ungenannte Kulisse genutzt wurde (wie z. B. in O Xangô de Baker Street) oder keine wesentliche Bedeutung im Film hatte. Auch die zahlreichen Reisefilme und Fernseh-Dokumentation rund um Porto sind nicht enthalten.
Die Liste erhebt keinen Anspruch auf Vollständigkeit.

## Spielfilme

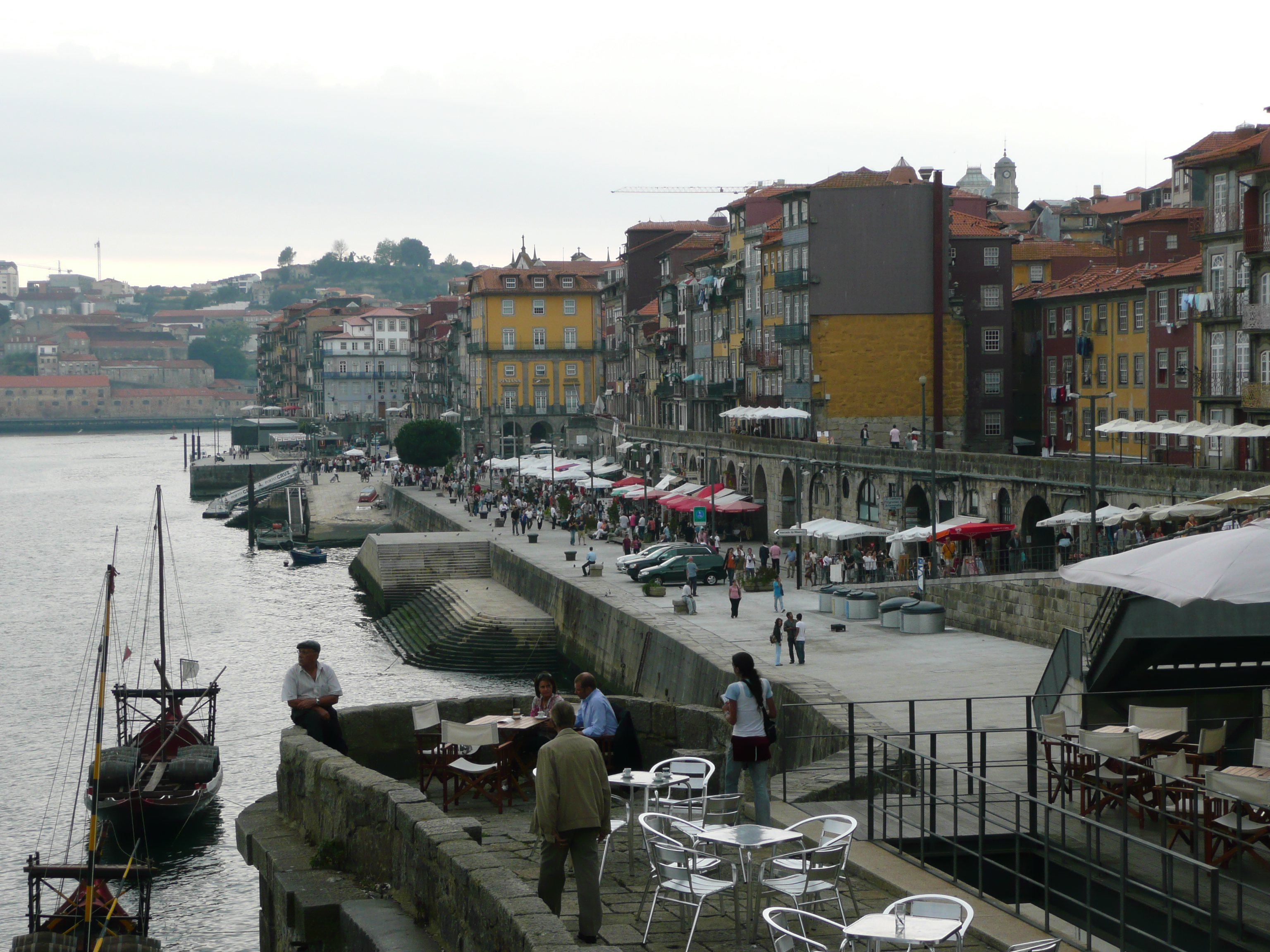
Das Ribeira-Viertel am Flussufer

- Abendland (1999) R: Fred Kelemen, mit Wolfgang Michael, Verena Jasch, Urs Remond, Adolfo Assor – Drama um ein getrenntes Paar, das über Berlin schließlich nach Porto gelangt und sich dort wiederfindet.
- A Costureirinha da Sé (1958) R: Manuel Guimarães, mit Maria de Fátima Bravo, Emílio Correia, Maria Olguim, Jacinto Ramos – Die S/W-Komödie um eine Näherin im Sé-Viertel ist eine Adaptation der gleichnamigen Operette von Arnado Leite und Heitor Campos Monteiro und beinhaltet zahlreiche Fados und andere Musikstücke.
- Aniki Bóbó (1942) R: Manoel de Oliveira, mit Nascimento Fernandes, Vital dos Santos, Horácio Silva, Fernanda Matos u. a. – Unter den Kindern im Ribeira-Viertel am Flussufer buhlen der grobe Eduardo und der feinfühlige Carlitos in zunehmender Rivalität um die Gunst Teresinhas. Ein Missverständnis um einen Unfall beim Spielen, der Eduardo ins Krankenhaus bringt, läßt Carlitos als verhasster Außenseiter darstehen, bis ein Ladenbesitzer alles aufklärt. Aniki Bóbó gilt als erster Film des Neorealismus, noch vor Besessenheit von Luchino Visconti, der 1943 erschien.
- Bad Investigate (2018) R: Luís Ismael – Sowohl eine Kriminalkomödie als auch ein actionreicher Gangsterthriller über zwei illegale Detektive, die zwischen die Fronten geraten, als ein international gesuchter Drogengangster und seinetwegen auch ein FBI-Agent nach Portugal kommen.
- Corrupção (2007) R: João Botelho, mit Margarida Vila-Nova, Nicolau Breyner u. a. – Filmdrama, das auf dem 2006 erschienenen Enthüllungsroman von Carolina Salgado basiert, in der sie aufsehenerregende Details über ihren Ex-Mann Pinto da Costa, den bekannten Präsidenten des FC Porto veröffentlichte.
- Espelho Mágico (2005) R: Manoel de Oliveira, mit Leonor Silveira, Ricardo Trêpa, Luís Miguel Cintra, Leonor Baldaque, Isabel Ruth u. a. – Literaturverfilmung des Romans A Alma dos Ricos von Agustina Bessa-Luís.
- Maria e as Outras (2004) R: José de Sá Caetano, mit Catarina Furtado, Ana Brito e Cunha, Isabel Abreu, São José Lapa, Filipe Ferrer u. a. – Die romantische Komödie mit heiter-melancholischen Teilen und mit der populären Catarina Furtado und weiteren bekannten Frauen in den Hauptrollen war einer der seltenen portugiesischen Blockbuster im Land.
- Mau Mau Maria (2014) R: José Alberto Pinheiro, mit António Raminhos, Eduardo Madeira, Marco Horácio, Margarida Moreira u. a. – Erfolgreiche Komödie um einen Unternehmer in Porto, der seine drei Söhne zum Heiraten zwingen will.
- O Leão da Estrela (1947) R: Arthur Duarte, mit António Silva, Maria Olguim, Milú, Maria Eugénia u. a. – Anastácio ist glühender Anhänger des Fußballvereins Sporting Lissabon und ergattert unter Mühen und Lügen eine Karte für das Auswärtsspiel gegen den FC Porto, wo er sich bei flüchtigen Bekannten einquartiert. Seinen wohlhabenden Gastgebern gegenüber gibt er vor, ebenfalls wohlhabend zu sein und begibt sich dabei in eine zunehmend heikle Situation, die vollends zu eskalieren droht, als sich seine Tochter mit dem Sohn des Gastgebers vermählen will. Turbulente Erfolgskomödie aus der Hochzeit des Portugiesischen Films.
- O Lugar do Morto (1984) R: António-Pedro Vasconcelos, mit Ruy Furtado, Ana Zanatti, Luís Lima Barreto, Teresa Madruga, Manuela de Freitas u. a. – Der Thriller wurde der erfolgreichste portugiesische Film seit 25 Jahren.

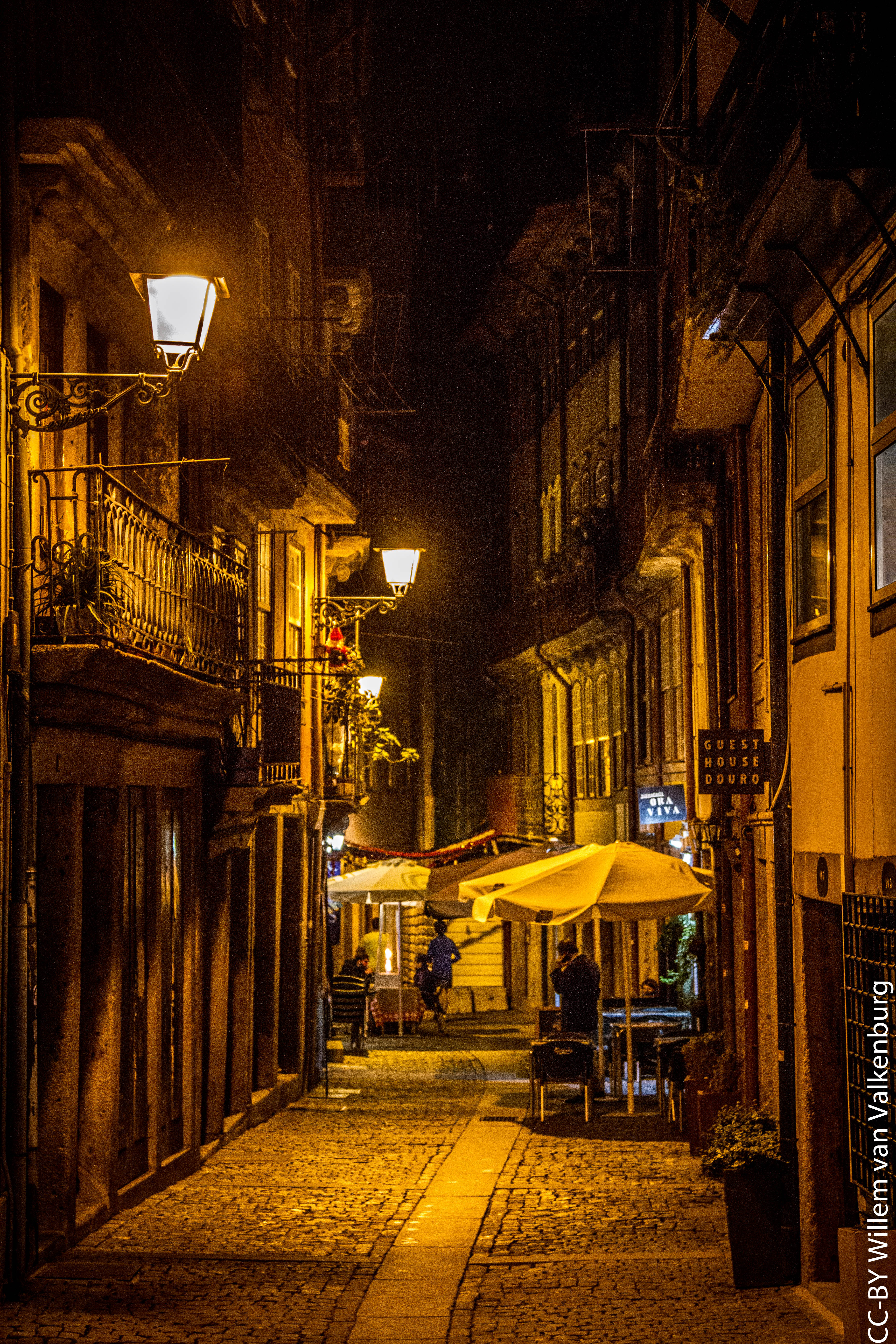
Straßen und Restaurants in der Innenstadt Portos bei Nacht, Hauptdrehorte des international prämierten Films Porto (2016)

- O Passarinho da Ribeira (1960), R: Augusto Fraga, mit Deolinda Rodrigues, António Silva – Die Komödienadaptation der gleichnamigen Operette von Amadeu do Vale und Miguel Orrisco kreist um die sozialen Spannungen, als die einfache Madalena (gespielt von der Fadosängerin Deolinda Rodrigues) aus dem Ribeira-Viertel und der wohlsituierte Carlos zusammenkommen.
- O Velho do Restelo (2014), R: Manoel de Oliveira, mit Luís Miguel Cintra, Ricardo Trêpa, Diogo Dória, Mário Barroso u. a. – Die Schriftsteller Camilo Castelo Branco, Luís de Camões, Teixeira de Pascoaes und die Romanfigur Don Quijote treffen sich in einem Park an der Douro-Mündung und diskutieren über die Zukunft und die Vergangenheit Portugals. Das Werk war der letzte Film des Regisseurs, der am 2. April 2015 im Alter von 106 Jahren starb.
- Porto (2016) R: Gabe Klinger, mit Anton Yelchin, Lucie Lucas, Paulo Calatré und Françoise Lebrun – Der angelsächsische Jake und die französische Mati leben in Porto, wo sie eine sehr innige Liebesnacht verleben. Von Jim Jarmusch mitproduzierter, mehrfach ausgezeichneter, sehr atmosphärischer Film.
- Star Crossed R: Mark Heller, mit Kyle Redmond-Jones, Teresa Tavares, Luke Mably, Diogo Morgado u. a. – Romeo und Julia-Adaptation, die im Umfeld zweier rivalisierender Fußballclubs in Porto spielt. Dabei verliebt sich ein Fußballstar in die Tochter des Vereinspräsidenten des Lokalrivalen. Bei ihrem Versuch, ihr Glück in der Flucht aus der Situation zu suchen, trifft das Paar eine Reihe dramatischer Entscheidungen, die sich tragisch zuspitzen.
- Vanitas (2004), R: Paulo Rocha, mit Isabel Ruth, Joana Bárcia, Filipe Cochofel u. a. – Die Modedesignerin Nela verfällt dem Model Mila, Tochter einer ihrer Näherinnen, die jedoch außerdem von drei Mänern umworben wird. Mila verändert sich unter der bedingungslosen Verehrung der vier, leidet schließlich körperlich und steuert dadurch einem fatalen Ende entgegen. Isabel Ruth gewann 2007 den Globo de Ouro für ihre Hauptrolle als Nela.

## Dokumentarfilme
- Harte Arbeit am Fluss Douro (Douro, faina fluvial, 1931) R: Manoel de Oliveira – Stummfilm-Dokumentation über die Arbeit entlang des Flusses Douro, der in Porto mündet.
- Das Porto meiner Kindheit (O Porto da Minha Infância, 2001), R: Manoel de Oliveira – Dokumentarfilm für Oliveiras Heimatstadt Porto anlässlich ihres Jahres 2001 als Kulturhauptstadt Europas.
- Pára-me De Repente O Pensamento (2014) R: Jorge Pelicano – Der prämierte Film zeigt den Alltag der Patienten in einer psychiatrischen Klinik, und ihre Reaktion, als ein Schauspieler dort eine Zeit mit ihnen lebt, um seine bevorstehende Rolle glaubhaft zu entwickeln.
- Próxima Paragem (2001) R: Catarina Mourão – Der Kurzfilm zeigt den Alltag der Buslinie 78 über zwei Jahre. Die Linie führt von den reichen Vierteln Portos in sozialschwache Wohngebiete und streift dabei jene Zonen, in denen die meisten Arbeiten zur Kulturhauptstadt Europas 2001 durchgeführt wurden.
- Tóquio Porto 9 horas R: João Nuno Brochado – Der prämierte Kurzfilm vergleicht parallel den Alltag in den Städten Tokio und Porto, die durch neun Stunden Zeitunterschied getrennt sind.